# جدول توزيع الملف
جدول توزيع الملفات (بالإنجليزية: File Allocation Table يختصر إلى FAT) أو جدول تحديد موقع الملفات على القرص الصلب. وهو نظام ملفات بنائي ويعتبر من المعايير الرئيسية لتطوير نظم الملفات واستخدامها والانتفاع بها (يعتبر من أسس نظم الملفات الإرثية legacy ويعتبر قالب لما بعده من نظم الملفات)، وهو بسيط ومتين البنية. 
وهو يوفر أداءً جيدا حتى في التطبيقات الخفيفة، ولكن لا يمكنه تقديم الأداء ذاته والموثوقية وقابلية التوسع مثل بعض أنظمة الملفات الحديثة، وهو مع ذلك دعم لأسباب مثل التوافق لأن معظم نظم التشغيل لأجهزة الحاسوب والتليفون المحمول والأجهزة التي تحتوي على نظم مضمنة تدعمه، وبالتالي فهو مناسب تماما لتبادل البيانات بين أجهزة الحاسب والأجهزة من أي نوع والعمر من سنة 1981 وحتى الآن.
صممت في الأصل في عام 1977 لاستخدامها على الأقراص المرنة، وسرعان ما تم تكييفه واستخدامه عالميا تقريبا على كل الأقراص الصلبة من خلال دوس والنوافذ (ويندوز 9x) لعقدين من الزمن.
مع تطور المخزنات كالأقراص الصلبة وغيرها تزايدت قدرات نظم الملفات ونتج عن ذلك ثلاث تغيرات متتابعة لهذا النظام وهي FAT12 و FAT16 و FAT32، معيار نظام الملفات على الرغم من التوسعات فإنه ظل محافظ على قدرته على التوافق الرجعي مع البرامج الموجودة حاليا.
مع إدخال أجهزة الحاسوب وأنظمة التشغيل الأكثر قوة فضلا عن تطوير أنظمة الملفات الأكثر تعقيدا، لم يعد نظام الملفات FAT افتراضي الاستخدام على أجهزة حاسوب مايكروسوفت ويندوز.
الآن مازال نظام ملفات FAT مستخدما في الأقراص المرنة (إن تواجد)، ووحدات الذاكرة الفلاشية ومحرك الأقراص ذو الحالة الصلبة وبطاقة الذاكرة وكثير من الأجهزة النقالة والمضمنة، وفي قواعد التصميم لنظم ملفات كالكاميرات الرقمية (DCF)، يمكن التعامل مع نظام FAT، ويمكن استعماله أيضا كمرحلة إقلاع في أجهزة الحاسب التي تعمل بنظام EFI-compliant (واجهة البرنامج الثابت الممتد)

## نظرة عامة

### المفاهيم
يستخدم نظام الملفات جدول فهرس مخزّن على الجهاز لتحديد سلسلة مناطق تخزين البيانات المرتبطة بالملف، جدول تخصيص الملفات (FAT). يتم تخصيص FAT بشكل ثابت في وقت التنسيق. الجدول عبارة عن قائمة متصلة من المدخلات لكل كلستر، وهي منطقة مجاورة لقرص التخزين. يحتوي كل مدخل على رقم الكتلة التالي في الملف، أو علامة تشير إلى نهاية الملف أو مساحة القرص غير المستخدمة أو المناطق المحجوزة الخاصة على القرص. يحتوي الدليل الجذر للقرص على رقم الكتلة الأولى لكل ملف في ذلك الدليل. يمكن لنظام التشغيل بعد ذلك اجتياز FAT، والبحث عن رقم الكتلة لكل جزء متتالي من ملف القرص كسلسلة كتلة حتى يتم الوصول إلى نهاية الملف. يتم تنفيذ الدلائل الفرعية كملفات خاصة تحتوي على مدخلات الدليل للملفات الخاصة بها.
كل مدخل في قائمة FAT المتصلة هو عدد ثابت من البتات: 12 أو 16 أو 32. الحد الأقصى لحجم الملف أو محرك الأقراص الذي يمكن الوصول إليه هو منتج أكبر عدد يمكن تخزينه في المدخلات، (أقل عدد من القيم المحجوزة للإشارة إلى مساحة غير مخصصة أو نهاية القائمة)، وحجم كلستر القرص. حتى إذا كانت هناك حاجة إلى بايت واحد فقط من التخزين لتوسيع ملف، فيجب تخصيص مجموعة كاملة إليه، لذلك تضيع المجموعات الكبيرة مساحة كبيرة على القرص إذا كان هناك عدد كبير من الملفات الصغيرة.
تم تصميمه أصلاً كنظام ملفات 8 بت، يجب أن يزيد الحد الأقصى لعدد العناقيد مع زيادة سعة محرك الأقراص، وبالتالي فقد زاد عدد البتات المستخدمة لتحديد كل كتلة. تم تسمية المتغيرات الرئيسية المتعاقبة لصيغة FAT بعدد بتات عناصر الجدول: 12 (FAT12) و 16 (FAT16) و 32 (FAT32).

### الاستخدامات
نظام الملفات FAT له تاريخ طويل (منذ أكثر من ثلاث عقود تحديدا 1977) وكثيرا ما كان يستخدم على أجهزة الكمبيوتر المكتبية وأجهزة الكمبيوتر المحمولة. تسهل أنظمة الملفات المتوافقة تبادل البيانات بينها، على سبيل المثال، أجهزة الكمبيوتر المكتبية والأجهزة المحمولة. أنظمة ملفات FAT هي الإعداد الافتراضي للوسائط القابلة للإزالة مثل الأقراص المرنة والذواكر وبطاقات الذاكرة المحمولة أو محركات أقراص USB المحمولة. تدعم الأجهزة المحمولة FAT مثل أجهزة المساعد الرقمي الشخصي والكاميرات الرقمية وكاميرات الفيديو ومشغلات الوسائط والهواتف المحمولة. بينما يتم استخدام FAT12 على الأقراص المرنة، وعادةً ما يستخدم FAT16 و FAT32 على الوسائط الكبيرة.
كان يستخدم FAT أيضًا على الأقراص الصلبة في زمن دوس وويندوز 9x. أتى نظام التشغيل ويندوز إكس بي نظام ملفات جديد هو إن تي إف إس. أما FAT فما تزال مستخدمة في الأقراص الصلبة والمتوقع استخدامها في العديد من أنظمة التشغيل، كما هو الحال في بيئات ويندوز وجنو/لينكس ودوز المشتركة.
نظرًا للاستخدام الواسع النطاق للوسائط بتنسيق FAT، توفر العديد من أنظمة التشغيل الدعم لـ FAT من خلال معالجات مضمنة أو التابعة لطرف ثالث.

### الفروق بين المصطلحات
من الناحية الفنية التقنية فإن مصطلح «نظام الملفات (FAT)» يشير إلى ثلاثة متغيرات رئيسية لنظام الملفات وهي فات 12 وفات 16 وفات 32. قد لا تحدد أدوات نظام التشغيل الإصدار الذي سيتم استخدامه لتهيئة الجهاز.
VFAT هو امتداد اختياري لأسماء الملفات الطويلة، والتي يمكن أن تعمل فوق أي نظام ملفات FAT. يمكن قراءة وحدات التخزين التي تستخدم أسماء ملفات VFAT الطويلة أيضًا في أنظمة التشغيل التي لا تدعم امتداد VFAT.

## أنواع نظام ملفات فات

### نظام ملفات فات الأصلي 8 بت
(بالإنجليزية: Original 8-bit FAT) تم تصميم وتكويد نظام الملفات فات الأصلي (أو بنية فات، كما كان يسمى في البداية) بواسطة مارك ماكدونالد (Marc McDonald)، بناء على سلسلة من المناقشات بين ماكدونالدز وبيل غيتس،

### نظام ملفات فات 12
(بالإنجليزية: FAT12) النموذج الأولي من جدول توزيع الملف والذي يعرف حاليا بفات 12 FAT12 صمم كنظام لإدارة الملفات على الأقراص المرنة وكان محدود العناوين بقيمة 12 خانة كومباك والتسلسل الهرمي الخاصة بنظام دوس القديم وبقي مستخدم على الاقراص المرنة 5.25 انش والاقراص ذات سعة 1.44 ميغا

### نظام ملفات فات 16 المبدئي
(بالإنجليزية: Initial FAT16) في عام 1984 أصدرت شركة أي بي أم PC AT الذي يعمل بقرص صلب لغاية 20 ميغاوبعد ذلك أصدرت شركة مايكروسوفت أم أس دوس MS-DOS 3.0، عنونة العناقيد زادت إلى 16 خانة لتسمح باحجام إلى 65,517.
في عام 1987 أصدرت شركة كومباك Compaq دوس 3.31 على أجهزتها والذي عرف نهائيا بفات 16 FAT16 والذي يدعم أسماء الملفات الطويلة
في عام 1988 أصبحت هذه التحسينات متاحة عموما لإصدار MS-DOS 4.0 and OS/2 1.1 الذي أعطى حجم قطاعات الهارد دسك إلى 512 بايت.
في ويندوز ان تي زادت عدد العناقيد إلى 64 كيلو بايت ويندوز 98 لتدعم قراءة وكتابة هذه التغييرات لكن ملفات استخدام الأقراص لم تعمل بشكل جيد.
عدد مدخلات الدليل الجذري المتاحة تحدد عند عملية الفرمتة أو التشكيل لغاية 32767 مدخلة.
ويندوز 95 وما بعدها أصبح بالإمكان (LFNs—up to 255 UTF-16 code points long) استخدام أسماء طويلة للملفات بدلا من 8.3 ثمانية احرف لأسم الملف وثلاثة للنوع

### قطاع منطقي لـ فات
(بالإنجليزية: Logical sectored FAT)
عندما ينمو القرص الصلب ليصبح أكبر من قدرات فات 12 وفات 16 فإن تنفيذ نظام الملفات في إم أس دوس لا يمدنا بمميزات الزيادة في التخزين لهذا القرص الصلب لأن العديد من مصنعي وسائط التخزين ينتجون الفات الخاص بهم.

### نظام ملفات فات 16 النهائي
(بالإنجليزية: Final FAT16)
في نوفمبر 1987، ظهر دوس 3.31 للكمبيوتر الشخصي كومباك (وهو نسخة تصنيع المعدات الأصلية المعدلة (OEM) من أم أس دوس 3.3) وقد صدر من كومباك مع آجهزتهم، وهو ما يعرف اليوم اختصارا باسم صيغة فات FAT16 ، مع ظهور أول توسع لحجم قطاع القرص الصلب (sector) من 16 بت إلى 32 بت

### نظام ملفات فات 32
(بالإنجليزية: FAT 32) نفذت مايكروسوفت - نظام FAT32 من أجل التغلب على الحد من الحجم في نظام FAT16 ، بينما وفي الوقت نفسه للسماح للدوس بالتعامل معه، ودون الحد من الذاكرة الاصطلاحية المتوفرة دون داع.
والجيل القادم، والمعروفة باسم FAT32 . يتم تمثيل قيم الكتلة بالأرقام 32 بت، والتي تستخدم 28 بت لعقد عدد الكتلة، لمدة أقصاها ما يقرب من 268 مليون مجموعة. وهذا يسمح للأقراص ذات الأحجام التي تصل إلى 8 TiB مع كتل 32 bit، ولكن قطاع التمهيد Boot sector يستخدم 32 بت 32 bit لعد القطاع، مما يحد من حجم وحدة التخزين إلى 2 TiB على القرص الثابت مع قطاعات 512 Byte.
على ويندوز 95/98، ويرجع ذلك إلى إصدار أداة تفحص مايكروسوفت التضمينه (ب[] خطأ: {{اللغة-؟؟}}: لا نص (مساعدة)) Microsoft ScanDisk مع أنظمة التشغيل هذه يتم تطبيق 16 bit، لا يسمح FAT إلى النمو خارج 4177920 (مجموعات) < 222، ووضع حد حجم 127.5 وجود قيود في الإصدارات الأصلية من ويندوز 98/98SE 'ق فديسك الأداة يؤدي إلى تقرير غير صحيح أحجام القرص أكثر من 64 GiB والنسخة المصححة متاحة من مايكروسوفت، ولكن لا يمكن تقسيم محركات الأقراص أكبر من 512 GiB وبرنامج ويندوز 2000/XP وتركيب الملفات أداة خلق يفرض الحد منها GiB 32.
ومع ذلك، يمكن لكلى النظامين القراءة والكتابة إلى أنظمة الملفات FAT32 بأي حجم. وقد فرض هذا القيد حسب التصميم وفقا لمايكروسوفت لأنه لا يمكن تجاوز العديد من المهام على نظام الملفات FAT32 الكبيرة جدا لتصبح بطيئة وغير فعالة.
ويندوز يدعم نظام الملفات FAT32 دون أي حدود. ولكن، على غرار 95/98/98SE ويندوز لا يوجد دعم LBA 48 بت في ويندوز، وهذا يعني أن الحد الأقصى لحجم القرص (الموازية) الأقراص ATA هو 128 GiB الحد الأقصى لحجم قرص اتا باستخدام المعايير السابقة طويلة LBA 28 بت.
وقدم FAT32 مع ويندوز 95 OSR2، على الرغم من أن هناك حاجة إلى إعادة استخدامها، وDriveSpace 3 (الإصدار الذي يأتي مع ويندوز 95 OSR2 ويندوز 98) لم يؤيد ذلك. عرض ويندوز 98 أداة لتحويل الأقراص الصلبة الموجودة من FAT16 إلى FAT32 دون فقدان البيانات. وصل إلى خط لدعم FAT32 في ويندوز 2000. وكان FAT32 ويندوز إن تي 4.0 المتوفرة من Winternals، وهي شركة اكتسبت في وقت لاحق من قبل مايكروسوفت. منذ اقتناء برنامج التشغيل لم يعد متوفرا رسميا.
الحد الأقصى لحجم ممكن لملف على وحدة تخزين FAT32 هو 4 ناقص 1 بايت.
تطبيقات الفيديو، وقواعد البيانات الكبيرة، وبعض البرامج الأخرى بسهولة تتجاوز هذا الحد. ملفات بحجم أكبر تتطلب التنسيق نوع آخر مثل إن تي إف إس NTFS.

## ملحقات
(بالإنجليزية: Extensions)

### السمات الموسعة
(بالإنجليزية: Extended Attributes)

### أسماء الملفات الطويلة
(بالإنجليزية: Long file names)

### البيانات البديلة المتدفقة
(بالإنجليزية: Forks and Alternate Data Streams)

### الأذونات وأسماء الملفات ليونكس أم إس دوس
(بالإنجليزية: UMSDOS permissions and filenames)

## مشتقات من نظام ملفات فات
(بالإنجليزية: Derivatives)

### توربو فات
(بالإنجليزية: Turbo FAT) قامت شركة نوفل بعمل نوع معدل بشكل كبير من نظام الملفات FAT لنظام التشغيل نتوير (NetWare). واستُخدم في الملفات الكبيرة الميزة المختصة بالأداء توربو فات.

### فات إكس
(بالإنجليزية: FATX) هي مجموعة من أنظمة الملفات أصدر عام 2001. مصممة للقرص الصلب وبطاقات الذاكرة الخاصة بمشغل ألعاب الفيديو من مايكروسوفت إكس بوكس.

### إيه إكس فات
(بالإنجليزية: exFAT)

### فات +
(بالإنجليزية: FAT+)